# Eric Lobron
Eric Lobron (Germantown, 7 maggio 1960) è uno scacchista tedesco.
Ha ottenuto il titolo di Maestro Internazionale nel 1980 e di Grande Maestro nel 1982.
Nato negli Stati Uniti a Germantown (un sobborgo di Filadelfia), all'età di cinque anni si trasferì con la famiglia a Wiesbaden, nella Germania Ovest.

## Principali risultati
Nel 1978 vinse il campionato juniores (U18) della Germania Ovest. Due anni dopo vinse a Bad Neuenahr il Campionato della Germania Ovest, ripetendo il successo nel 1984.
Con la nazionale tedesca ha partecipato a otto olimpiadi degli scacchi dal 1980 al 1996, ottenendo complessivamente il 56,8% dei punti. Alle olimpiadi di Novi Sad 1990 vinse la medaglia di bronzo individuale in 3ª scacchiera.
Nel 1981 vinse, ex æquo con Vlastimil Hort, il torneo internazionale di Biel. Altre vittorie di torneo (da solo o ex æquo): Manila 1982 (con Lev Polugaevsky), New York 1985, Biel 1986 (ancora ex æquo con Polugaevsky), Bruxelles e Ter Apel nel 1987, Lione 1988 (con Simen Agdestein), l'open di New York 1992, Wiesbaden and Graz nel 1987, Bad Zwesten 2000 e Wijk aan Zee 2003.
Nel dicembre 1993 partecipò a Groninga al fortissimo torneo di qualificazione per il Campionato del mondo PCA del 1995, ottenendo il 10º posto davanti a molti grandi maestri, tra cui Judit Polgár, Veselin Topalov and Evgenij Bareev.
Ha ottenuto il suo massimo rating FIDE in luglio 1992, con 2.625 punti Elo.